# CD33
مجموعه تمایزی ۳۳ (انگلیسی: Cluster of differentiation 33) موسوم به «CD33» یک گیرنده‌های سطح سلولی است که در تمامی دودمان سلول‌های میلوئید بیان می‌شود. اگرچه این سلول را اختصاصی سلول‌های میلوئیدی می‌دانند، اما در برخی از سلول‌های لنفوئیدی نیز دیده شده‌است.
این پروتئین به سیالیک اسید متصل می‌شود و در نتیجه عضوی از خانوادهٔ «سیگلک» لکتین‌هاست.